# حمض الكروموتروبيك
حمض الكروموتروبيك هو حمض كربوكسيلي عضوي صيغته (HO)2C10H4(SO3H)2 .
ويمكن استخدامه ككاشف في التقدير الكمي للمبيد العشبي النظامي (2 ،4 - ثنائي كلورو فينوكسي حمض الأسيتك) .
وتتمثل فائدة هذا الكاشف في التقدير الكمي في تكوين التلون الأحمر (الذي يبلغ ذروته عند الطول الموجي 580 نانومتر) ، وذلك عندما يتفاعل حمض الكروموتروبك الموجود في حمض كبريتيك تركيزه 75 % مع الفورمالدهيد . هذا التلون خاص بهذا الألدهيد ولا يتم إنتاجه من أي نوع عضوي آخر مثل الكيتونات و الأحماض الكربوكسيلية .